# R1质粒
R1质粒（英語：R1 Plasmid）是一种生物工程中常用的质粒，源自腸道沙門氏菌的一个亚种（Salmonella paratyphi），开发于1963年。
R1质粒能给其宿主细菌多种抗生素抗藥性。
R1质粒是一种“低拷贝”质粒，即在单个细菌体中数量较少。因其低拷贝特性，R1质粒需要细菌的“II型”分离系统，以确保在细胞分裂后每个子细胞中至少包含一个拷贝。
R1质粒上携带的基因包括：
- ParM，一种肌动蛋白的原核同源物，在杆状细菌二分裂前将R1质粒固定到两端，确保在子代细菌中都保留R1质粒
- Hok/sok系统，一种毒素-抗毒素系统
- CopA样 RNA，参与质粒复制控制的反义RNA。